# Яфия
Яфи́я (араб. يفيع‎ — Яфия, а также يافا — Я́фа), также известна как Назаре́тская Яффо  — арабская деревня в северном округе Израиля, расположенная рядом с Назаретом. Имеет статус местного совета с 1960 года.

## Население
По данным Центрального статистического бюро Израиля, население на начало 2020 года составляло 19 151 человек.
Большинство населения являются мусульманами. Общий прирост населения составляет 2,7 %. На каждых 1000 мужчин приходится 988 женщин.
В деревне 8 школ, в которых учатся всего 3 749 учеников, из них 2 294 в младших классах и 1 455 в старших классах. В среднем в одном классе учатся 32 ученика.
| Категория     | Численность в % |
| ------------- | --------------- |
| 0 - 4 лет     | 13,1 %          |
| 5 - 9 лет     | 12,7 %          |
| 10 - 14 лет   | 12,1 %          |
| 15 - 19 лет   | 10,3 %          |
| 20 - 29 лет   | 16,9 %          |
| 30 - 44 лет   | 21,3 %          |
| 45 - 59 лет   | 8,8 %           |
| 60 - 64 лет   | 2,0 %           |
| старше 65 лет | 2,8 %           |